# Johann Hering (Politiker)
Johann Hering (auch Johannes Hering; * 27. April 1599 in Oldenburg; † 7. März 1658 in Hannover) war ein deutscher Jurist und Staatsmann.

## Leben
Hering war der Sohn des oldenburgischen Juristen Anton Hering. Er studierte Rechtswissenschaften an den Universitäten von Altdorf und Leipzig. Danach war er als Advokat in Grubenhagen, Göttingen und Osterode tätig, bevor er 1629 dem Ruf auf die Stelle des Syndicus an das Domkapitel in Bremen folgte. Bereits 1632 ging er als Geheimer Rat und Kanzleirat des Grafen Anton Günther in seine Heimatstadt Oldenburg. 
Hering erhielt 1639 die Stelle des Syndicus des Domkapitels von Verden und dabei den Titel eines Stiftsrates. Aufgrund der Wirren des Dreißigjährigen Krieges kam er 1646 nach Bremen zurück und wirkte wieder als oldenburgischer Geheimer Rat. Ab 1649 nahm er als Kommissär Oldenburgs an den Aushandlungen des Rendsburger Vergleiches teil. 1851 wurde er erneut Syndicus des Domkapitels in Bremen. Von dort ging er nochmals nach Oldenburg und schließlich nach Hannover.
Hering trat auch als juristischer Fachschriftsteller in Erscheinung.

## Werke (Auswahl)
- Tractatus Singularis De Molendinis, Eorvmqve Jvre, Qvem Ex Jvre Pvblico Ac Privato, cæterisque optimæ notæ authoribus laboriosissimè collegit, varie illustrauit, ... & in lucem nunc primum bono publico produxit, Wechel, Frankfurt am Main 1625.
- Discursus de Homicidii dolosi et voluntarii Atrocitate, inprimis juxta secretiorem Intellectum Historiae de Fratricidio Kaini et Sanguine clamante Habelis, ex Genes. Cap. 4. petitae et Patrum, Theologorum, Rabbinorum, Jurisconsultorum ac Politicorum traditis illustratae, una cum Quaestione: Num princeps Delictum Capite puniendum sive Poenam Sanguinis inmutare aut prorsus remittere possit?, Mertens, Bremen 1632.
- Discursus De Appellatione, Citatione Et Compulsione Ad Iudicium Dei In Valle Josaphat, Germ, von beruff- und ladung vor Gottes gericht ins thal Josaphat: Ex Sacris & profanis tam veterum, quam recentiorum Theologorum, Iurisconsultorum, Politicorum & Historicorum monumentis collectus, illustratusq[ue], Mertens, Bremen 1632.